# Ion Ruscuț
Ion Ruscuț (n. 26 septembrie 1955, Tăut, județul Bihor, România – d. 6 septembrie 2023, Oradea, România) a fost un actor român de teatru și film.

## Biografie
A absolvit Institutul de Teatru „Szentgyörgyi István” din Târgu-Mureș în 1980.
A fost actor la Teatrul Național „Ion Luca Caragiale” din București și Teatrul Regina Maria din Oradea.
În lumea filmului, Ion Ruscuț a jucat în "Morgen" (2010) și "Berliner" (2020), regizate de Marian Crișan.
Pe lângă activitatea sa în teatru și film, Ion Ruscuț a fost implicat în industria de dublaj, lucrând ca actor și regizor de dublaj la Zone Studio Oradea. A devenit cunoscut pentru vocea sa, mai ales în rândul celor care au crescut cu desene animate dublate de el.
A decedat in 6 septembrie 2023 și a fost înmormântat în localitatea sa natală, Tăut.

## Teatru
- George în "Omul care a văzut moartea" de Victor Eftimiu
- Gonzague în "Dona Juana" de Anca Visdei
- Ichim în "Steaua fără nume" de Mihail Sebastian
- Titi Vasilescu în "Vis de dragoste (Vis de secătură)" de Mircea Ștefănescu
- Roberto în "La Grande Magia" de Eduardo de Filippo, regia artistică Alexandru Colpacci
- Popescu în "O scrisoare pierdută" de I.L. Caragiale, regia artistică Cristian Ioan
- Bromden în "Zbor deasupra unui cuib de cucoare", adaptare de Dale Wasserman după Ken Kesey, regia artistică Marius Oltean
- Ionescu în "Țiganiada", dramatizare de Radu Macrinici după Ion Budai-Deleanu, regia artistică Sorin Militaru
- Polonius în "În inima nopții – Episodul Hamlet", un scenariu de Gavriil Pinte, cu inserții de George Banu și Monique Borie, regia artistică Gavriil Pinte
- Firs în "Livada de vișini" de A.P. Cehov, regia artistică Alexandru Dabija
- Marc Dujardin în "Arta adulterului" de Pierre Chesnot, regia Daniel Vulcu[3]

## Filmografie
- 2010: Morgen, regia Marian Crișan
- 2020: Berliner, regia Marian Crișan[4]

## Dublaje (selecție)
- Lordul Garmadon în "Lego Ninjago: Maeștrii Spinjitzu"
- „Aventurile lui Franklin: Exploratori polari”
- Narator în „Barbie în tabăra de muzică”
- Comandantul Bristle în „Tom și Jerry: Misiune pe Marte”
- Max Tennyson, Umangozaur, Rath, Rotor Terra, Exo Craniul, Vilgax în „Ben 10: Omniverse”
- Leul în „Dorothy și vrăjitorul din Oz”
- Copacul univers, Regele magiei, Fostul soț al Conchitei în Haideți, tineri titani!
- Maestrul Oogway în Kung Fu Panda: Ghearele destinului
- Eduardo în „Casa Foster pentru prieteni imaginari”
- Domnul Spacely în „Familia Jetson”
- Joe Jegosul în „Gemenii Cramp”
- Sergentul Flint în „Hong Kong Phooey”
- Fantoma grădinar în „Johnny Bravo”
- Thaddeus Plotz în „Animaniacii”
- Cancelarul Palpatine în „Războiul stelelor: Războiul clonelor”
- Jenkins în „Un cățel numit Scooby Doo”
- Reprezentant NASA (ep. 12) în „Vaca și Puiul”
- Șeriful Bronson Stone în „Scooby-Doo și echipa misterelor”
- primarul Grafton, domnul Allwork, Hingherul Al, domnul Canel și T3000 în „The Garfield Show”[5]